# Маса (Мачерата)
Маса (итал. Massa) насеље је у Италији у округу Мачерата, региону Марке.
Према процени из 2011. у насељу је живело 681 становника. Насеље се налази на надморској висини од 464 м.